# 2005 au Brésil
Chronologie du Brésil
- 2001
- 2002
- 2003
- 2004
- 2005
- 2006
- 2007
- 2008
- 2009

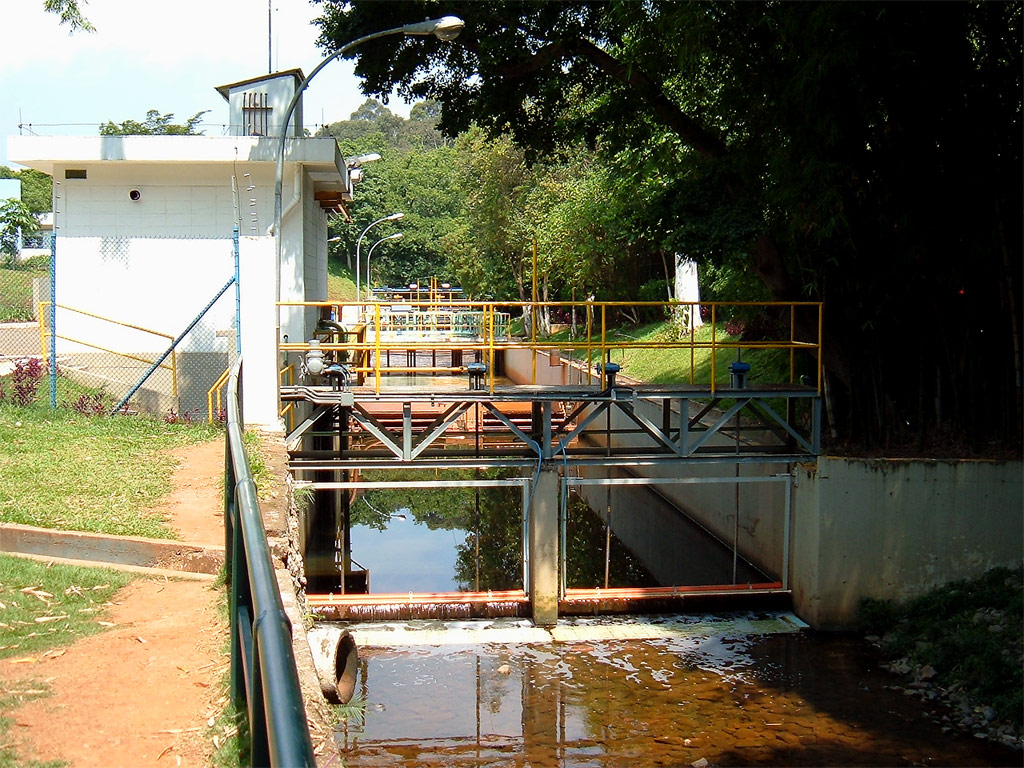

Cette page concerne des événements d'actualité qui se sont produits durant l'année 2005 au Brésil.

## Événements
- 12 février : la missionnaire catholique américaine Dorothy Stang est assassinée à Anapu, dans l'État de Pará ;
- 15 février : Severino Cavalcanti (pt) est élu président de la Chambre des députés ;
- 7 août : un groupe de malfaiteurs dérobe 150 millions de réaux brésiliens à la Banque centrale du Brésil à Fortaleza, ce qui constitue le plus important vol de banque de l'histoire du Brésil ;
- 23 octobre : à l'issue du référendum brésilien sur l'interdiction du commerce des armes et des munitions, l'interdiction de la vente d'armes à feu et de munitions aux civils est rejetée à 63,94 %.

## Décès
- 9 mars : César Lattes, physicien.
- 11 mars : Zilka Salaberry (pt), actrice.
- 13 août : Miguel Arraes (pt), avocat, économiste et homme politique.
- 16 août : Cláudio Correia e Castro, acteur.
- 23 septembre : Apolonio de Carvalho, homme politique brésilien, ancien membre des Brigades internationales et de la résistance française.
- 27 septembre : Ronald Golias, acteur et humoriste.
- 3 octobre :  Emilinha Borba (pt), chanteuse.
- 22 décembre : Aurora Miranda, chanteuse et actrice.